# Кирило Турівський
Кирило Турівський (Туровський; близько 1130, Турів — після 1182, там же) — єпископ Турівський, східнослов'янський мислитель, красномовний проповідник (збереглося близько 10 проповідей), автор багатьох повчань, урочистих Слів і молитовних текстів.
Канонізований православною церквою.

## Життя
Матеріал до життєпису Кирила Турівського дає його Житіє, написане, найімовірніше, в XIII ст. і включене до рукописних Прологів під 28 квітня.
Він походив із заможної сім'ї міста Турова (нині — Гомельська область), отримав ґрунтовну освіту (знав кілька іноземних мов, грецьку та візантійську літературу), з молодих років присвятив себе Богові, обравши подвиг стовпництва; уже бувши стовпником, став знаменитий як проповідник «божественних писань»; згодом був поставлений Турівським єпископом (до 1169) і, треба гадати, після цього особливо багато подвизався (гарував) як церковний оратор і вчитель. Житіє зберегло свідчення про успішний виступ Кирила проти єресі Володимиро-Суздальського єпископа Федора, «Федорця» (про яку відомо і з літописних згадок). Очевидно, близько 1182 року (чи раніше) Кирило Турівський залишив єпископську кафедру і вийшов на спокій в один з турівських монастирів; це ясно з того, що 1182 року, по літописних свідченнях, у Турові значився вже інший єпископ, Лаврентій, а також з того, що молитовний цикл (чи частина його), як свідчить джерелознавчий аналіз, створювався старим Кирилом уже після залишення єпископства, в одному з монастирів Турова. Житіє шанує Кирила Туровського у першу чергу саме як видатного церковного проповідника, називаючи його другим Златоустом.
До нашого часу дійшло велике число урочистих Слів і проповідей Кирила: Притча про душу і тіло, Повість про білоризця і чорноризця, Сказання про чорноризький чин, вісім Слів на церковні свята (у тиждень цвітний, на Великдень, на Фомин-тиждень, на тиждень дружин мироносиць, про розслабленого, про сліпця, на Вознесіння, на собор св. отців Нікейського собору); крім того, збереглося Послання Кирила до архімандрита (з 1182) Києво-Печерського монастиря Василія і цілий ряд молитовних текстів (близько 30 молитов, канони). У всіх цих творах Кирило проявляється як церковний письменник найвищого рівня. Його писання за змістом завжди спрямовані до тлумачення євангельських істин (як «Слово на Фомин-тиждень», у якому автор, нагадуючи зміст свята, пояснює пастві, як варто застосовувати до себе приклад апостола Томи й повчатися від слів Христа, звернених до нього, або ж Сказання про чорноризький чин, що розповідає про смиренність, терпіння, увагу до своєї душі, яким проповідник прагне навчити своїх слухачів і читачів). Форма творів Кирила виконана у великій майстерності; він був митецьким ритором, який володів складними уподібненнями, тонкими ремінісценціями, усіма риторичними правилами прикрас мови. Він писав як прямий спадкоємець школи візантійських проповідників, недарма в різних збірниках і Торжественниках його Слова містилися поруч із творами Івана Золотоустого, Григорія Богослова, Теофілакта Болгарського й інших знаменитих християнських учителів. Молитви Кирила, так само як і його слова і проповіді, органічно вписуються в церковну традицію. І за змістом, і за формою вони відповідають найкращим зразкам цього жанру. Проповіді Кирила мали вплив і за межами України та увійшли до різних збірників проповідницької літератури. Молитви суворо аскетичного характеру є у вжитку до наших днів. Тема про сліпого та кульгавого розповсюджена в фольклорі, тема другого оповідання — запозичена з «Варлаама і Йоасафа».
У «Слові на новий тиждень по Великодню» Кирило так вихваляє свято, уподібнюючи радість вірян про воскресіння Христа весняному пробудженню природи (текст у перекладі):
 Нині весна красується, оживляючи все суще на землі: бурхливі вітри, тихо віючи, множать плоди, і земля, насіння годуючи, народжує зелену траву. Весна ж прекрасна — це віра Христова, що через хрещення до життя будить людську природу, бурхливі ж вітри — гріховні помисли, що покаянням звертаються в чесноти і душеспасінні плоди множать; земля ж єства нашого, слово боже як насіння прийнявши і дотримуючи в собі страх перед ним, завжди дух спасіння народжує. Нині новонароджені ягнята і тельці, швидко тропи пробігаючи, скачуть і одразу, до матерів повернувши, радуються, та й пастухи, на сопілках граючі, з веселощами Христа славлять! Ягнятами іменую лагідних людей з язичників, а тельцями — жерців з невірних (тобто не християнських) країн, що, бачачи втілення Христа і (чуючи) апостольське вчення і чудеса, до святої церкви поспішно звернувшись, молоко вчення її ссуть, і вчителі пастви Христової, про всіх молячи, Христа Бога славлять, що зібрали в єдину череду вовків і ягнят.

## Твори
- «Слово на Антипасху» Кирила Турівського ХІІ ст. у списку XIV ст. // Німчук В. Хрестоматія з історії української мови X—XIII ст. [Архівовано 5 Липня 2019 у Wayback Machine.] // НАН України. Інститут української мови. — Київ; Житомир: Полісся, 2015. — С. 248. — (Зібрання пам'яток української мови найдавнішого періоду (Х — ХІІІ ст.). — Назва обкл.: Історія української мови. Хрестоматія X—XIII ст.
- Із слов Кирила Туровского / Огоновський О. М. Хрестоматія староруська для висших кляс гимназіяльних. — Львів: Накладом фонду краєвого, 1881. — С. 59—64.
- Промови єп. Туровського Кирила // Хрестоматія по українській літературі. Ч. 1. Народна словесність і Стара література (ХІ–ХVІІІ століття) / Зложили: проф. М. Сумцов і М. Плевако при участі проф. Д. Багалія. — Харків: Видавництво «Союз», 1918. — С. 71—72. — 152 с.
- Памятники российской словесности XII ст., изданные… К. Калайдовичем.—М., 1821.— С. X—XII, 3-152;
- Еремин И. П. Литературное наследие Кирилла Туровского // ТОДРЛ.— 1955.—Т. 11.—С. 342—367; 1956.—Т. 12. — С. 340—361; 1957.—Т. 13. — С. 409—426; 1958.— Т. 15.—С. 331—348;
- Из «Притч» и «Слов» Кирилла Туровского / Подг. текста, перевод и комм. В. В. Колесова // ПЛДР: XII век.—М., 1980.— С. 291—324, 660—669;
- Кирилл Туровский. Торжественные слова / Подг. текста и перевод Т. В. Черторицкой // Красноречие Древней Руси.— С. 70-99, 396—399;
- Послание Кирилла Туровского к игумену Киево-Печерского монастыря Василию // Эпистолярное наследие Древней Руси.—С. 155—170.

## Дослідження творчості
Творчість Кирила Турівського у 1920-х роках досліджував український мовознавець Микола Любинський.